# Red Bull Arena (Salzburg)
Red Bull Arena, cunoscut înainte și pe durata Euro 2008 ca EM Stadion Wals-Siezenheim, este un stadion de fotbal din Salzburg, Austria deschis în 2003. Este unul din cele opt stadioane pe care s-au jucat meciuri de la Campionatul European de Fotbal 2008. Arena este stadionul de casă al clubului Red Bull Salzburg.